# Симонета Сомаруга
Симонета Мирјам Сомаруга (14. мај 1960. године у Цугу) швајцарска је политичарка која је била предсједница Швајцарске Конфедерације 2020. године. Чланица је Социјалдемократске партије. Била је чланица Федералног савјета од 2010. до 2022. године. Сомаруга обављала је функцију шефа Федералног одељења за животну средину, саобраћај, енергетику и комуникације од 2019. до 2022. године, а раније је била шеф Федералног одељења за правосуђе и полицију. Била је потпредседница Федералног савета за 2014. годину; 2015. године Сомаруга преузела је улогу предсједника Швајцарске Конфедерације. Након тога, 2020. године вратила се поново на челу савјета.

## Биографија

### Детињство и младост
Рођена је у Цугу. Сомаруга је одрастала са два брата и сестром у Синсу, Аргау. Похађала је гимназију у Куснахт ам Ригију, Швиц и обучавала се за пијанисту у Луцернској музичкој школи Универзитета у Луцерну. Од 1988. до 1991. је похађала студије енглеског и романских језика на Универзитету у Фрајбургу, али није дипломирала.

### Професионална каријера
Сомаруга је од 1993. до 1999. године била директорка Швајцарске фондације за заштиту потрошача (Stiftung für Konsumentenschutz), чиме је стекла јавно признање у немачком говорном делу Швајцарске. Председавала је том фондацијом од 1999. године, а организацијом за помоћ Свисејдом од 2003. Такође је покровитељка САФФА 2020, заједно са тадашњим федералним већницима Дорис Лојтард и Евелин Видмер-Шклумпф, као и бившом федералном већницом Мишелин Калми-Реј.

### Политичка каријера
Сомаругина политичка каријера започела је на месту члана Великог савета Берна од 1981. до 1990. Радила је у општинској влади Коница од 1997. до 2005.  Године 1999. изабрана је у Национално веће ; 2003. године постала је члан горњег дома Већа, Савета државе, представљајући кантон Берн. 
Дана 11. августа 2010. године најавила је своју кандидатуру за наслеђивање Морица Лојенбергера на изборима за Федерални савет 2010. године.  Изабрана је 22. септембра 2010. 
Изабрана је за потпредседницу Федералног савета за 2014. годину заједно са председником Дидијеом Буркхалтером. Дана 3. децембра 2014. изабрана је за председника Швајцарске Конфедерације за 2015. годину, а Јохан Шнајдер-Аман за потпредседника Федералног савета. Обављала је ову функцију до 31. децембра 2015. године, када ју је наследио Шнајдер-Аман. Сомаруга је поново постала председник Федералног савета 2020. године.

### Лични живот
Сомаруга је удата за писца Лукаса Хартмана и живи у Шпигелу близу Берна. Она је далеки рођак Корнелија Сомаруге и колеге политичара Социјалдемократске партије Швајцарске, Карла Сомаруге.

## Публикације
- Für eine moderne Schweiz. Ein praktischer Reformplan. ISBN 3-312-00356-3.. са Рудолфом Штрамом, Nagel & Kimche, Минхен, (2005)
- "Gurtenmanifest für eine neue und fortschrittliche SP-Politik", 10. мај 2001.